# Zahrádka (ort i Tjeckien, Plzeň)
Zahrádka är en ort i Tjeckien.   Den ligger i regionen Plzeň, i den västra delen av landet, 90 km väster om huvudstaden Prag. Zahrádka ligger 541 meter över havet och antalet invånare är 130.
Terrängen runt Zahrádka är lite kuperad. Runt Zahrádka är det ganska glesbefolkat, med 40 invånare per kvadratkilometer. Närmaste större samhälle är Plzeň, 19,0 km sydost om Zahrádka. Omgivningarna runt Zahrádka är en mosaik av jordbruksmark och naturlig växtlighet.